# Gamme de Shepard
« Gamme chromatique circulaire » redirige ici. Pour les autres significations, voir Gamme chromatique.

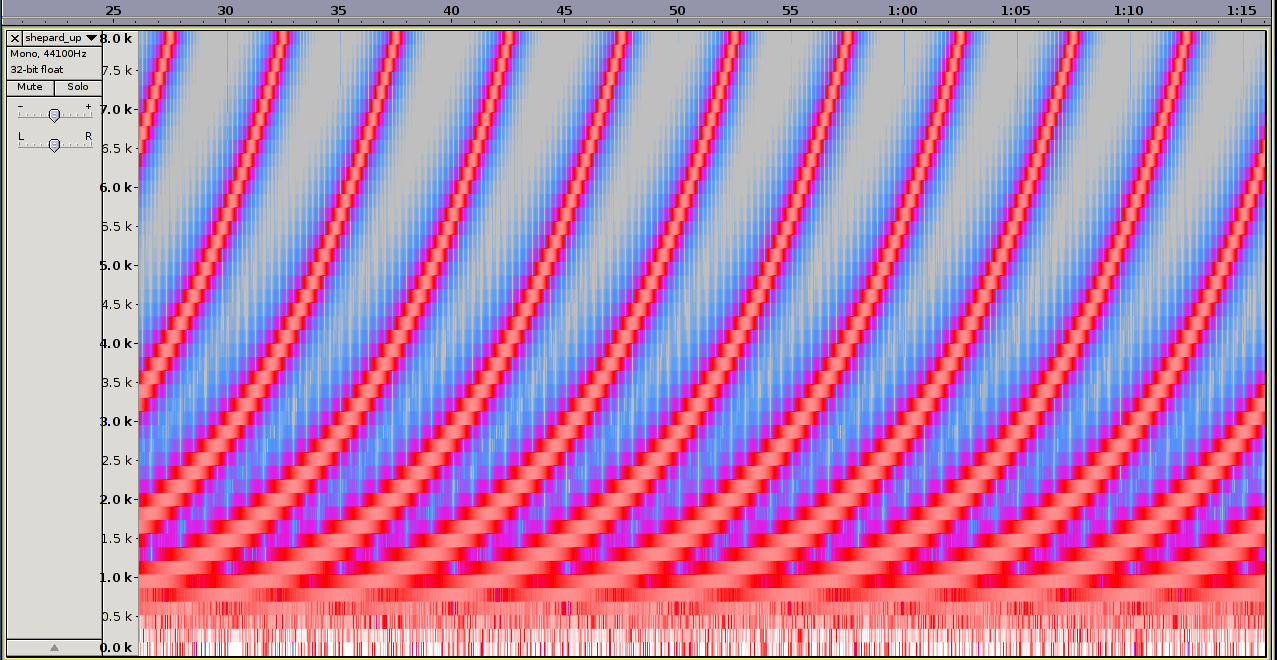
Sonagramme d'une gamme de Shepard ascendante (échelle des fréquences linéaire).

Une gamme de Shepard, nommée d'après Roger Shepard qui l'a créée en 1964, est une gamme jouée avec des sons de Shepard, qui sont des sons complexes synthétiques constitués par l'addition de signaux sinusoïdaux de fréquences séparées par un intervalle d'octave.

## Son de Shepard
On combine par des moyens électroniques des signaux sinusoïdaux (sons purs) dont chacun est à une fréquence double du précédent.{\displaystyle s=\sum _{a=0}^{9}{\sin {2\pi \cdot 2^{a}\cdot f}}} où {\displaystyle 16<f<32}
De la sorte, la note de Shepard correspondant à la fréquence fondamentale f dans l'octave −1 confond toutes les notes de même nom dans toutes les octaves.
Le la−1 correspond à la fréquence 27,5 hertz.
Le son de Shepard correspondant est la somme à égalité de toutes les sinusoïdes correspondant à la fréquence fondamentale de tous les la audibles, 27,5, 55, 110, 220, 440, 880, 1 760, 3 520, 7 040 et 14 080 Hz.

## Gamme de Shepard

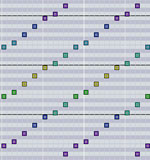
Figure 1 : tons de Shepard formant une gamme de Shepard, illustrés dans un séquenceur.

Quand la fondamentale parcourt en boucle en descendant ou en montant toutes les valeurs de l'octave −1, cela crée l'illusion auditive d'une gamme qui descend (ou monte) indéfiniment. L'illusion est plus complète si chacune des notes est séparée par un bref silence.
La sensibilité de l'oreille varie avec la fréquence. Les sons aux extrémités du spectre sonore sont entendus avec une intensité moindre que des sons de la région centrale, vers 640 Hz. On peut réaliser une gamme de Shepard avec une étendue spectrale un peu réduite et avec une pondération des fréquences, telle que les partiels les plus graves et les plus aigus de chaque note apparaissent progressivement.
Chaque carré de la figure 1 indique une note, tout l'ensemble de carrés alignés verticalement formant une note de Shepard. La couleur de chaque carré indique l'intensité de la note, le violet étant la plus faible et le vert la plus forte. Les notes qui se chevauchent et qui sont jouées en même temps sont espacées d'une octave exactement, et chaque gamme s'estompe et s'efface, de sorte qu'il est impossible d'entendre le début ou la fin d'une gamme donnée.

## Importance théorique des sons et gamme de Shepard
En dehors de leur aspect curieux ou ludique, les sons de Shepard servent pour les expériences sur la perception de la hauteur musicale des sons.
Comme nous ne pouvons pas admettre qu'un son monte sans fin tout en se reproduisant périodiquement égal à lui-même, nous sommes amenés à remettre en cause soit notre perception, comme lorsqu'un ventriloque donne l'illusion que la voix sort de la bouche de bois de sa marionnette, soit les règles dont nous croyions qu'elles les dirigent, comme quand, confrontés au paradoxe du barbier, nous concluons qu'un tel règlement ne peut s'appliquer. « Ce qui est une illusion, c'est d'assimiler la hauteur, une expérience subjective, l'écoute, à la fréquence, paramètre objectif et mesurable », conclut Jean-Claude Risset.
Les études psychoacoustiques ont abouti à la conclusion que la perception de la hauteur peut se décomposer en hauteur spectrale, une sensation approximative du caractère grave ou aigu d'un son, indépendant de l'existence ou non d'une fréquence fondamentale, et hauteur fondamentale ou chroma, beaucoup plus précise, mais sujette à des erreurs d'octave. En demandant à des personnes d'évaluer les relations d'intervalle entre des sons de Shepard, les expérimentateurs s'adressent exclusivement à la perception de la hauteur fondamentale, puisque tous les sons de Shepard ont leur énergie répartie dans l'ensemble du spectre audible.

### L'épreuve du triton
Diana Deutsch a ainsi présenté successivement à des sujets des sons de Shepard éloignés d'un intervalle de trois tons, soit une demi-octave,,. Les sujets ont nettement désigné certaines notes comme plus aigües. Si les sensations de hauteur spectrale et de hauteur fondamentale étaient indépendantes, les auditeurs n'auraient pu choisir entre trois tons montants et trois tons descendants.
Il s'est avéré que le son de Shepard désigné comme le plus aigu varie d'une personne à l'autre, et se trouve corrélé avec le dialecte parlé par les sujets participants. L'expérience montre que le principe de l'équivalence perceptive d'une transposition n'est pas universel, et que les sujets ont en général une certaine forme d'oreille absolue.

## Adaptation au continu
Jean-Claude Risset a créé une version continue de la gamme de Shepard, elle est nommée glissando de Shepard-Risset.
Risset a également créé un effet similaire avec un rythme dont le tempo semble indéfiniment accélérer (accelerando) ou décélérer.

## Rapprochements visuels
Dans son article présentant sa séquence sonore, Shepard fait le rapprochement avec l'escalier de Penrose et en reproduit un dessin ; cette comparaison est reprise dans de nombreux articles sur la gamme de Shepard, bien que d'autres fassent remarquer que la comparaison avec l'illusion de l'enseigne de barbier est plus pertinente, quoique imparfaite,.